# Parc Gustaf Adolf
La parc Gustaf Adolf (en suédois : Gustaf Adolfsparken) est un parc public du quartier de Östermalm à Stockholm en Suède. 

## Description
Gustaf Adolfsparken est un parc situé juste à l'est de Karlaplan.
Dans le parc se trouve l'église Gustave Adolphe, qui était l'église de garnison des sauveteurs de Svea (sv) et qui a donné son nom au parc. 
Le parc était autrefois une zone militaire.
L'école Östermalmsskolan est située à l'angle sud-ouest du parc. 
La zone abritait également le centre sportif de Svea Livgarde, qui fut la première arène d'athlétisme de Stockholm.